# Torneo de las Cinco Naciones 1978
El Torneo de las Cinco Naciones de 1978 fue la 84° edición del principal Torneo del hemisferio norte de rugby.
El campeón del torneo fue la selección de Gales.

## Clasificación
| Lugar | Selección  | Partidos | Partidos | Partidos  | Partidos | Puntos  | Puntos    | Puntos | Tabla de puntos |
| Lugar | Selección  | Jugados  | Ganados  | Empatados | Perdidos | A favor | En contra | dif.   | Tabla de puntos |
| ----- | ---------- | -------- | -------- | --------- | -------- | ------- | --------- | ------ | --------------- |
| 1     | Gales      | 4        | 4        | 0         | 0        | 67      | 43        | +24    | 8               |
| 2     | Francia    | 4        | 3        | 0         | 1        | 51      | 47        | +4     | 6               |
| 3     | Inglaterra | 4        | 2        | 0         | 2        | 42      | 33        | +9     | 4               |
| 4     | Irlanda    | 4        | 1        | 0         | 3        | 46      | 54        | -8     | 2               |
| 5     | Escocia    | 4        | 0        | 0         | 4        | 39      | 68        | -29    | 0               |

## Resultados
| 21 de enero | Irlanda | 12 - 9 | Escocia | Lansdowne Road, Dublín |  |

| 21 de enero | Francia | 15 - 6 | Inglaterra | Parc des Princes, París |  |

| 4 de febrero | Inglaterra | 6 - 9 | Gales | Twickenham Stadium, Londres |  |

| 4 de febrero | Escocia | 16 - 19 | Francia | Estadio Murrayfield, Edimburgo |  |

| 18 de febrero | Gales | 22 - 14 | Escocia | Cardiff Arms Park, Cardiff |  |

| 18 de febrero | Francia | 10 - 9 | Irlanda | Parc des Princes, París |  |

| 4 de marzo | Escocia | 0 - 15 | Inglaterra | Estadio Murrayfield, Edimburgo |  |

| 4 de marzo | Irlanda | 16 - 20 | Gales | Lansdowne Road, Dublín |  |

| 18 de marzo | Gales | 16 - 7 | Francia | Cardiff Arms Park, Cardiff |  |

| 18 de marzo | Inglaterra | 15 - 9 | Irlanda | Twickenham Stadium, Londres |  |

## Premios especiales
- Grand Slam:  Gales
- Triple Corona:  Gales
- Copa Calcuta:  Inglaterra